# Грег Лаусуел
Грег Лосуел (на английски: Greg Laswell) е музикант и продуцент от Сан Диего, Калифорния. Той има два солови албума, Good Movie и Through Toledo, като вторият е издаден в национален мащаб. Най-новата му компилация е озаглавена How the Day Sounds. Напоследък, негови песни се появяват в известни телевизионни програми като Анатомията на Грей, Смолвил, Самотно дърво на хълма, The Hills, Cold Case и др. Лосуел е участвал в турнета заедно с изпълнители като Ингрид Майкълсън, Мат Коста, Сиа и много други. Той е свързван с поп звездата Менди Мор.
Лосуел участва и в няколко кратки филма като Deacon's Mondays (2006) и Longbranch: A Suburban Parable (2001).